# Zelotomys hildegardeae
Zelotomys hildegardeae är en däggdjursart som först beskrevs av Thomas 1902.  Zelotomys hildegardeae ingår i släktet Zelotomys och familjen råttdjur. IUCN kategoriserar arten globalt som livskraftig. Inga underarter finns listade.
Vuxna exemplar är 104 till 142 mm långa (huvud och bål), har en 80 till 100 mm lång svans och väger 38 till 74 g. De har cirka 23 mm långa bakfötter och ungefär 15 mm stora öron. Artens mjuka och täta päls har på ovansidan en gråbrun färg med glest fördelade ljusbruna ställen. Övergången till den ljusgråa till ljusbruna undersidan är stegvis. Huvudet kännetecknas av mörka morrhår och av ovala öron. Svansen är täckt av fjäll och av glest fördelade korta hår. Den ser därför naken ut. Honor har 6 spenar vid främre delen av undersidan och 4 vid ljumsken.
Denna gnagare hittas kring Kongoflodens slättland men inte i den täta regnskogen utan i savannen och i buskskogar. Utbredningsområdet sträcker sig från Centralafrikanska republiken över Sydsudan, Uganda, Tanzania, södra Kongo-Kinshasa och norra Zambia till centrala Angola. Arten uppsöker även odlingsmark och andra urbaniserade områden. Individerna vistas främst på marken och de kan vara aktiva på dagen och på natten. Födan utgörs huvudsakligen av insekter.
Zelotomys hildegardeae har en intensiv kroppslukt, troligtvis för att avskräcka fiender. I magsäcken hittades även små rester av frukter. Honor som var dräktiga med tre till sju ungar registrerades i olika regioner under olika månader.